# Saison 3 de Cobra Kai
Chronologie
Saison 2 Saison 4
Cet article présente le guide des épisodes de la troisième saison de la série télévisée américaine Cobra Kai.

## Synopsis
Johnny Lawrence a désormais la cinquantaine et est à la dérive. Il vit désormais dans le quartier de Reseda, bien loin du luxe d'Encino où il vivait avec son beau-père tyrannique, Sid Weinberg. Johnny a eu un fils, Robbie, avec Shannon Keene, sa compagne de l'époque. Mais il les a tous les deux abandonnés le jour de la naissance, qui coïncide avec celui de la mort de sa mère, Laura.
Après avoir perdu son emploi, Johnny va tenter de rouvrir le dojo de karaté Cobra Kai. Ce faisant, il ravive sa rivalité avec Daniel LaRusso, qui de son côté a réussi dans les affaires, mais lutte pour maintenir l'équilibre dans sa vie en l'absence des conseils de son mentor, M. Miyagi. Daniel est marié à Amanda avec laquelle il a deux enfants : Samantha et Anthony.
Les deux hommes font face aux démons du passé et aux frustrations du présent de la seule façon qu'ils connaissent : le karaté.

## Résumé de la saison
Avec un nouveau sensei à la barre du dojo Cobra Kai, une querelle à trois occupe le devant de la scène. Car comme Cobra Kai, les rancunes ne meurent jamais.

## Distribution

### Acteurs principaux
- Ralph Macchio (VF : Maurice Decoster) / (VF : Alexis Tomassian) (version jeune) : Daniel LaRusso
- William Zabka (VF : Alexis Victor) / (VF : Donald Reignoux) (version jeune) : Johnny Lawrence
- Courtney Henggeler (VF : Audrey Sourdive) : Amanda LaRusso
- Xolo Maridueña (VF : Damien Zanoly) : Miguel Diaz
- Tanner Buchanan (VF : Jim Redler) : Robby Keene
- Mary Mouser (VF : Camille Timmerman) : Samantha LaRusso
- Jacob Bertrand (VF : Baptiste Mège) : Eli « Hawk » Moskowitz
- Gianni Decenzo (VF : Tom Trouffier) : Demetri Alexopoulos
- Martin Kove (VF : Patrice Keller) : John Kreese

### Acteurs récurrents
- Hannah Kepple (VF : Clara Soares) : Moon
- Vanessa Rubio  (VF : Sophie Riffont) : Carmen Diaz
- Owen Morgan (VF : Jean-Cyprien Chenberg) : Bert
- Aedin Mincks (VF : Gabriel Bismuth-Bienaimé) : Mitch
- Khalil Everage (en) (VF : Baptiste Marc) : Chris
- Nathaniel Oh : Nathaniel
- Peyton Roi List (VF : Olivia Luccioni) :  Tory Nichols
- Joe Seo (VF : Julien Crampon)  : Kyler Park
- Bret Ernst (VF : Erwan Tostain) : Louie LaRusso Jr.
- Dan Ahdoot (en) (VF : Stéphane Pouplard) : Anoush Norouzi
- Annalisa Cochrane (VF : Joséphine Ropion) : Yasmine
- Okea Eme-Akwari (VF : Jean-Baptiste Anoumon) : Shawn Payne
- Terry Serpico (VF : Jérôme Pauwels) : capitaine Turner
- Barrett Carnahan (VF : Gauthier Battoue) : John Kreese (jeune)
- John Cihangir : Doug Rickenberger
- Seth Kemp : Ponytail

### Invités
- Diora Baird (VF : Stéphanie Lafforgue) : Shannon Keene
- Rose Bianco : Rosa Diaz
- Ron Thomas (VF : Jean-François Aupied) : Bobby Brown
- Ken Davitian (VF : Jacques Bouanich) : Armand Zarkarian
- David Shatraw (en) (VF : Gérard Darier) : Tom Cole
- Griffin Santopietro (VF : Clara Soares) : Anthony LaRusso
- Susan Gallagher (VF : Delphine Braillon) : Lynn
- Ed Asner (VF : José Luccioni) : Sid Weinberg
- Yuji Okumoto (VF : Adrien Larmande) : Chozen Toguchi
- Tamlyn Tomita (VF : Emmanuèle Bondeville) : Kumiko
- Traci Toguchi : Yuna
- Dee Snider (VF : Jean-Marc Charrier) : lui-même
- Elisabeth Shue (VF : Rafaèle Moutier) : Ali Mills

## Liste des épisodes
1. Conséquence (Aftermath)
2. L'inné et l'acquis (Nature Vs. Nurture)
3. L'heure des comptes (Now You're Gonna Pay)
4. Le droit chemin (The Right Path)
5. Miyagi-Do (Miyagi-Do)
6. Le roi Cobra (King Cobra)
7. Obstacles (Obstáculos)
8. Le bon, la brute et l'aigle (The Good, The Bad, and the Badass)
9. Feel The Night (Feel The Night)
10. 19 décembre (December 19)